# キャスパー・ヴァン・ディーン
キャスパー・ヴァン・ディーン（Casper Van Dien, 1968年12月18日 - ）はアメリカ合衆国出身の俳優。

## 来歴
アメリカ海軍中佐でパイロットの父と看護学校教員の母との間に生まれる。オランダ系の、由緒ある一族の生まれである。ニュージャージー州で育ち、幼少期、父の配属先である沖縄にも住んでいたことがある。この沖縄時代に好きだったTV番組は「仮面ライダー」であり、「スターシップ・トゥルーパーズ」のキャンペーンで来日した際、藤岡弘に会いたいと述べ藤岡と会見している。その後の記者会見でもライダーキックを披露するなどいわゆる親日家である。
俳優を志してロサンゼルスに移る。そこでソープオペラ『One Life to Live』や『ビバリーヒルズ高校白書』などのテレビシリーズに出るチャンスを掴む。
『スターシップ・トゥルーパーズ』の主人公（リコ）にて日本でも知られる。その後、出演作品は多いが、近年はそのほとんどがテレビ映画への出演であるため、日本ではビデオリリースにてB級作品で俳優活動が見られたにすぎない。アメリカ国内での劇場公開作品への出演は、1999年の『CODE:0000 コード:ゼロ』以来無く、長い間遠ざかっている。
しかし2006年、『スターシップ・トゥルーパーズ』第3弾の製作が発表されると、自身のブログでも同企画に携わっていることを明かした。久し振りの劇場公開作品への出演になると期待されたが、当初、本国（アメリカ）では2007年にビデオムービーとしてリリースされることとなっていた。2008年8月5日に日本に続きアメリカでも劇場公開された。

### 私生活
1999年5月に女優のキャサリン・オクセンバーグと結婚した。娘3人と息子1人、そして継子1人の父親である。妻であるオクセンバーグとは、『ハードコレクター』や『カタストロフ』など、多くの作品で共演している。共に敵対するという役柄もあった。

## 主な出演作品

### 映画
| 公開年 放映年 | 邦題 原題                                                                        | 役名                             | 備考       |
| ------------- | -------------------------------------------------------------------------------- | -------------------------------- | ---------- |
| 1996          | シークレット・アイズ 覗かれた殺意 'Night Eyes Four: Fatal Passion                | ロイ                             | テレビ映画 |
| 1996          | ハード・クエスト Beastmaster: The Eye of Braxus                                  | King Tal                         | テレビ映画 |
| 1997          | 傷心/ジェームズ・ディーン愛の伝説 James Dean: Race with Destiny                  | ジェームズ・ディーン             | テレビ映画 |
| 1997          | ターザン 失われた都市 Tarzan and the Lost City                                   | ターザン                         |            |
| 1997          | キャスパー:誕生編 Casper: A Spirited Beginning                                   | バイスタンダー                   | ビデオ作品 |
| 1997          | スターシップ・トゥルーパーズ Starship Troopers                                   | ジョニー・リコ                   |            |
| 1998          | オン・ザ・ボーダー On the Border                                                 | ジェイク・バーンズ               | テレビ映画 |
| 1999          | シャークアタック Shark Attack                                                    | スティーヴン・マクレー           | テレビ映画 |
| 1999          | ハード・コレクター The Collectors                                                | A.K.                             | テレビ映画 |
| 1999          | CODE:0000 コード:ゼロ The Omega Code                                             | ギラン・ウィルコット・レーン博士 |            |
| 1999          | タイムクラッシュ・超時空カタストロフ The Time Shifters                           | トム・メリック                   | テレビ映画 |
| 1999          | スリーピー・ホロウ Sleepy Hollow                                                 | ブロム・ヴァン・ブラント         |            |
| 2000          | パイソン Python                                                                  | バート・パーカー                 | テレビ映画 |
| 2000          | ロードレージ A Friday Night Date                                                 | ジム・トラヴィス                 | テレビ映画 |
| 2000          | エアブレイク Cutaway                                                             | デルミラ                         | テレビ映画 |
| 2000          | シアトル猟奇殺人捜査 Sanctimony                                                  | トム・ゲリック                   |            |
| 2001          | フィアーズ・オブ・ウォー Going Back                                              | ラムゼイ                         | テレビ映画 |
| 2001          | ブラッドチェイス The Tracker                                                     | コナー・スピアーズ               | テレビ映画 |
| 2001          | ポセイドン Danger Beneath the Sea                                                | マイルズ・シェフィールド         | テレビ映画 |
| 2003          | ウインド・フォール Windfall                                                      | エース・ローガン                 | テレビ映画 |
| 2004          | スケルトンマン 史上最悪の死神 Skeleton Man                                       | オベロン                         | テレビ映画 |
| 2004          | ヴァン・ヘルシングVSスペースドラキュラ Dracula 3000                              | アブラハム・ヴァン・ヘルシング   |            |
| 2005          | マキシマムタイド Maiden Voyage                                                   | カイル                           | テレビ映画 |
| 2005          | レジェンド・オブ・タイタンズ The Fallen Ones                                     | マット・フレッチャー             | テレビ映画 |
| 2005          | カタストロフ Premonition                                                         | ジャック・バーンズ               | テレビ映画 |
| 2006          | ソーラー・ストライク セカンド・メルトダウン Meltdown: Days of Destruction        | トム                             | テレビ映画 |
| 2006          | ツタンカーメンの秘宝 The Curse of King Tut's Tomb                                | ダニー・フリーモント             | テレビ映画 |
| 2006          | プレデターズ Slayer                                                              | ホーク                           | テレビ映画 |
| 2007          | スターシップ・トゥルーパーズ3 Starship Troopers 3: Marauder                      | ジョニー・リコ大佐               |            |
| 2008          | 決断の45口径 Aces 'N' Eights                                                     | ルーク・リバース                 | テレビ映画 |
| 2010          | 乱気流 タービュランス・アタック Turbulent Skies                                  | トム                             | テレビ映画 |
| 2010          | ゼウス プードル救出大作戦! The Dog Who Saved Christmas Vacation                  | ランディ                         | テレビ映画 |
| 2012          | ディスコード -DISCORD - The Pact                                                 | ビル・クリーク                   |            |
| 2015          | ジューン June                                                                    | デイブ・アンダーソン             |            |
| 2017          | スターシップ・トゥルーパーズ レッドプラネット Starship Troopers: Traitor of Mars | ジョニー・リコ大佐               | 声の出演   |
| 2018          | ラスト・シーン ～未来を見た女 Last Seen In Idaho                                 | ブロック                         |            |
| 2019          | アリータ: バトル・エンジェル Alita: Battle Angel                                 | アモック                         |            |

### テレビシリーズ
| 放映年    | 邦題 原題                                                 | 役名                       | 備考         |
| --------- | --------------------------------------------------------- | -------------------------- | ------------ |
| 1994      | ドクタークイン 大西部の女医物語 Dr. Quinn, Medicine Woman | ジェシー                   | 2エピソード  |
| 1994      | ビバリーヒルズ青春白書 Beverly Hills, 90210               | グリフィン・ストーン       | 7エピソード  |
| 2000-2001 | タイタンズ 欲望のラプソディ Titans                        | チャンドラー・ウィリアムズ | 14エピソード |
| 2006-2007 | Watch Over Me                                             | アンドレ・フォレスター     | 64エピソード |
| 2008-2009 | 名探偵モンク Monk                                         | スティーヴン・オルブライト | 3エピソード  |
| 2017-     | グリーンハウス・アカデミー Greenhouse Academy             | ブルック・オズモンド       |              |